# Miguel España
Miguel España (nacido el 31 de enero de 1964) es un futbolista mexicano de los años 80, 90 y principios del nuevo siglo, juega en la posición de mediocentro defensivo.

## Futbolista

### Pumas U.N.A.M.
Debutó en los Pumas de la UNAM en la temporada 1983-84, misma en la que fue premiado como Novato del Año de la Liga Mexicana.
En la temporada 1984-85 los Pumas fueron líderes del torneo en la fase regular, llegaron hasta la final, misma que perdieron en serie de 3 juegos ante el América. Fue convocado a la selección Mexicana de Fútbol que disputaría la Copa del Mundo en 1986, por lo que fue concentrado con el combinado nacional hasta la realización de ese evento.
En el temporada 1987-88 el equipo universitario tiene un buen desempeño, y logra llegar a la final del campeonato, desafortunadamente fueron derrotados nuevamente por las Águilas del América.
En 1990, Miguel Mejía Barón entrenador del equipo, le otorga el gafete de capitán de los Pumas y los auriazules logran ser líderes absolutos de la competencia, por fin lograron cobrar revancha al América y así coronarse campeones de la Temporada 1990-91.

### Tigres U.A.N.L.
Vistió la camiseta de los Tigres de la UANL en la Temporada 1994/95 y después fichó por el Santos Laguna.

### Santos Laguna
Siendo capitán del Club Santos Laguna levantó el trofeo de campeón del primer torneo semestral del fútbol mexicano y el primero en la historia de la escuadra norteña, el Invierno 1996, tras vencer al Club Necaxa en la final.
Jugó para el equipo lagunero, hasta el año 2001, posteriormente regresó a su club de nacimiento, los Pumas de la UNAM para la recta final de su carrera.

## Selección nacional
Jugó en la Selección mexicana qué participó en el mundial, México 86. 
| Club                          | País   | PJ | Goles | Periodo     |
| ----------------------------- | ------ | -- | ----- | ----------- |
| Selección de fútbol de México | México | 81 | 2     | 1984 - 1994 |

 Participaciones en Copa del Mundo 
| Mundial                        | Sede   | Resultado        |
| ------------------------------ | ------ | ---------------- |
| Copa Mundial de Fútbol de 1986 | México | Cuartos de final |

 Participaciones en Copa América 
| Copa              | Sede    | Resultado  |
| ----------------- | ------- | ---------- |
| Copa América 1993 | Ecuador | Subcampeón |

## Director Técnico

### Pumas UNAM
En 2005 inició su carrera como Director Técnico. Debutó el domingo 6 de noviembre de 2005 tras la destitución de Hugo Sánchez con una derrota: 2-3 ante Jaguares de Chiapas, en la cancha del Estadio Olímpico Universitario.
Dirigió al equipo en los últimos 3 partidos del Torneo Apertura 2005, perdiendo 2 de los 3 y finalizando en el lugar 16 de 18. 
Por otro lado, en la Copa Sudamericana realizó una destacada participación llevando al equipo hasta la Gran Final, la cual perdieron en penales ante Boca Juniors.
Para el Torneo Clausura 2006 inició formalmente como D.T., sin embargo fue cesado en la jornada 12 tras perder 2-1 ante el Deportivo Toluca, siendo reemplazado por Guillermo Vázquez.
Posteriormente dirigió al equipo representativo de fútbol de los Borregos Salvajes del Tecnológico de Monterrey Campus Ciudad de México.

### Chilangos Fútbol Club
En agosto de 2022 Miguel España regresó a dirigir al fútbol profesional luego de 16 años de ausencia al ser contratado por el Chilangos Fútbol Club de la Tercera División. En este equipo consiguió clasificar a la liguilla, aunque fueron eliminados en la primera ronda eliminatoria. En septiembre de 2023 fue despedido del cargo tras sumar seis partidos seguidos sin ganar, esto luego de que el equipo debutara en la Serie B de la Segunda División.

## Trayectoria

### Jugador
| Club          | País   | Periodo     |
| ------------- | ------ | ----------- |
| U.N.A.M.      | México | 1983 - 1994 |
| U.A.N.L.      | México | 1994 - 1994 |
| Santos Laguna | México | 1995 - 2000 |
| U.N.A.M.      | México | 2001 - 2003 |

### Director Técnico
| Club            | País   | Año         |
| --------------- | ------ | ----------- |
| UNAM            | México | 2005 - 2006 |
| Chilangos F. C. | México | 2022 - 2023 |

## Palmarés

### Jugador
Títulos Nacionales
| Título      | Club            | País   | Edición       |
| ----------- | --------------- | ------ | ------------- |
| 1a División | Pumas U.N.A.M.  | México | 1990-91       |
| Copa México | Tigres U.A.N.L. | México | 1996          |
| 1a División | Santos Laguna   | México | Invierno 1996 |

Títulos Internacionales
| Título                  | Club           | País   | Edición |
| ----------------------- | -------------- | ------ | ------- |
| Copa Campeones CONCACAF | Pumas U.N.A.M. | México | 1988-89 |

Premios Individuales
| Premio                                  | Edición |
| --------------------------------------- | ------- |
| Novato del Año - 1.ª División de México | 1983-84 |